# Adolf Lebeda
Adolf Andrejevič Lebeda (11. května 1913 Jekatěrinodar – 1997) byl český mistr bojových umění, původem kubáňský kozák, který se metodickou a trenérskou prací zasloužil o popularizaci bojových umění a sportovního juda v bývalém Československu.

## Životopis
Pocházel z důstojnické rodiny. Po říjnové revoluci v Rusku se s rodinou přistěhoval z Jekatěrinodaru (dnešní Krasnodar) do Přelouče. Základní kurz sebeobrany navštěvoval jako student vysoké školy ve Strakově akademii v Praze již v roce 1929. S bojovým umění jiu-jitsu začal v pražském Vysokoškolském klubu pod vedením maďarského profesionálního zápasníka přezdívaného Dobó v roce 1934. Od roku 1935 s ním jako uke absolvoval exhibiční vystoupení po celém Československu.
V roce 1940 získal premiérový titul mistra republiky v zápase jiu-jitsu (obdoba dnešního judo). Po válce pracoval jako překladatel z ruského jazyka a jako trenér bojových umění. V roce 1954 připravil jako trenér reprezentační tým judistů Československa na mistrovství Evropy v belgickém Bruselu – Československo získalo jednu zlatou, stříbrnou a bronzovou medaili. Z dalších funkcí zastával předsedu trenérské rady nebo předsedu kolegia DANů (technický stupňů). Během svého života publikoval desítky metodických prací a vydal několik příruček sebeobrany.

## Publikace

### Sebeobrana
- Sebeobrana, 1961 (1. vydání)
- Sebeobrana : sebeobranné umění pro každého, 1979 (2. přepracované vydání)
- Sebeobrana : sebeobranné umění pro každého, 1984 (3. vydání)

### Judo
- Branný zápas judo, 1954
- Judo : čtvrté a třetí kyu, 1956
- Vyšší judo : Druhé a první kyu, 1958
- Základy judo, 1960
- Džudo : technika 5. - I. kyu, 1974

### Překlady[3]
- Země duní, Oles Hončar, 1950
- T. D. Lysenko, Alexandr Popovskij, 1950
- Zítra vyplujeme na moře, Igor Vsevoložskij, 1950
- Plémě silných, Dymtro Tkač, 1951
- Zákony života, Alexandr Popovskij, 1951
- Nepolapitelný monitor, Igor Vsevoložskij, 1951
- Lelo, Aleksandr Čejšvili, 1951
- Humoristické povídky, Leonid Lenč, 1952
- Obléhání nocí, Petro Panč, 1953
- Moře je můj domov (Раскинулось море широко), 1960